# Sulkovci
Sulkovci är en ort i Kroatien.   Den ligger i länet Slavonien, i den östra delen av landet, 150 km öster om huvudstaden Zagreb. Sulkovci ligger 126 meter över havet och antalet invånare är 699.
Terrängen runt Sulkovci är kuperad åt nordväst, men åt sydost är den platt. Runt Sulkovci är det ganska glesbefolkat, med 23 invånare per kvadratkilometer. Närmaste större samhälle är Požega, 10,8 km nordväst om Sulkovci. Trakten runt Sulkovci består till största delen av jordbruksmark.